# 蘇阿拉拉
蘇阿拉拉是馬達加斯加的城鎮，由博愛尼區負責管轄，位於該國西部，海拔高度9米，從事農業、漁業、工業和服務業的人口分別佔78%、16%、5%和1%，主要農產品有稻米、香蕉和木薯，2001年人口約15,000。
16°06′S 45°19′E / 16.100°S 45.317°E